# Patella intermedia
Patella intermedia är en snäckart. Patella intermedia ingår i släktet Patella och familjen skålsnäckor. Inga underarter finns listade i Catalogue of Life.

## Bildgalleri

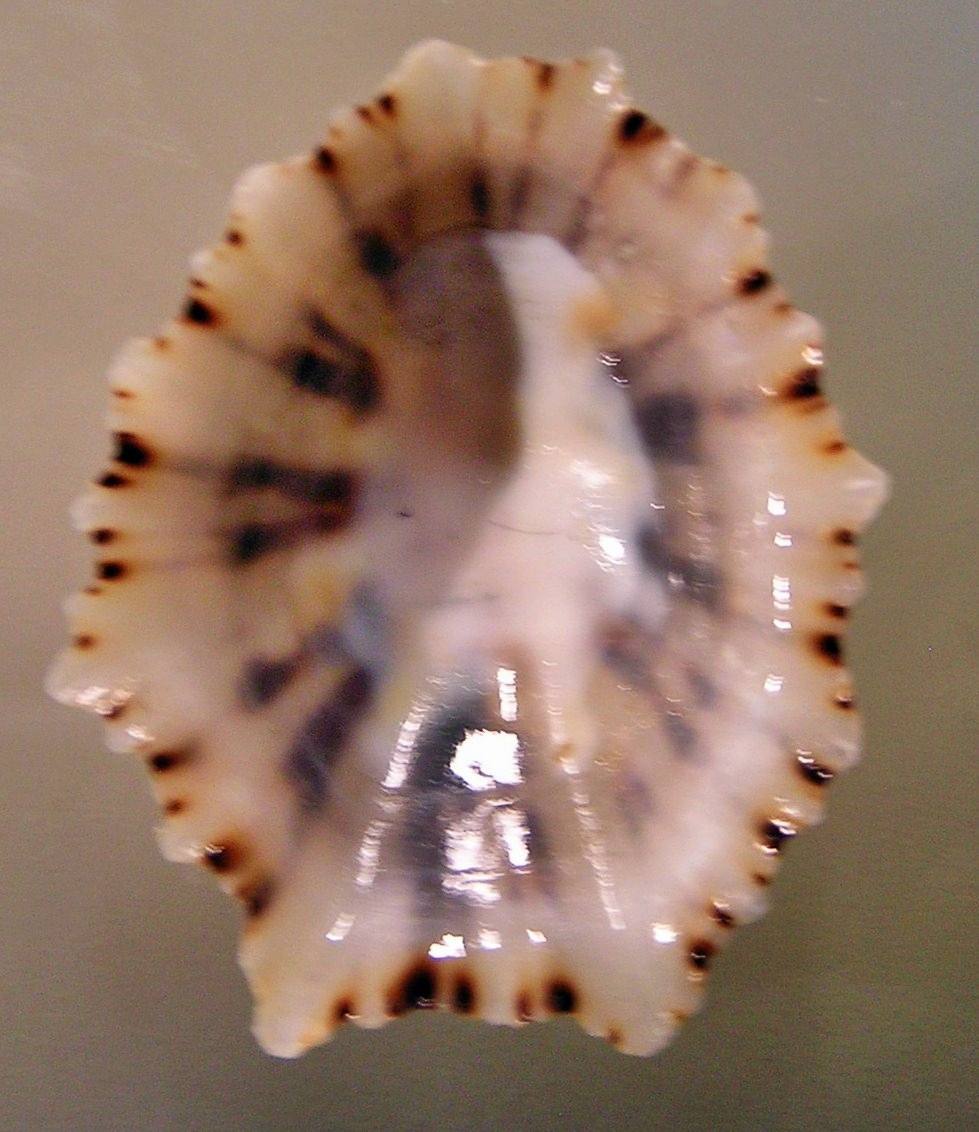